# Hladno oblikovanje
Hladno oblikovanje je postupak strojne obrade metala bez odvajanja čestica, kojom se proizvodi sitna metalna roba masovne potrošnje. To su različiti vijci, svornjaci, matice, dijelovi aparata i instrumenata, metalni novac, medalje. Svojstvo svih proizvodnih postupaka hladnim oblikovanjem je povećana tvrdoća i čvrstoća deformiranog materijala. Kako ovi postupci zahtijevaju velike tlakove, to utječe na vijek trajanja alata i cijenu.

## Postupci hladnog oblikovanja
Postupci hladnog oblikovanja su: hladno sabijanje, duboko utiskivanje, površinsko valjanje, utiskivanje navoja i ozubljivanje, pečatiranje.

### Hladno sabijanje
Proizvedeni predmeti hladnim sabijanjem mogu biti: potpuno puni predmeti, s plitkim utisnućem, čahurastog ili zdjeličastog oblika, pretežno šuplji. Prema izgledu predmeta bira se oblik sirovca: šipkasti materijal, odrezak, rondela ili čahura. Sirovac mora biti točnih dimenzija, težine, oblika, jer ta svojstva utječu na točnost dimenzija gotovog proizvoda (otpreska).
Alatni strojevi za obradu hladnim sabijanjem su najčešće mehaničke preše. Strojevi su posebni ovisno o obratku, tj prema vrsti materijala i dimenzijama obratka. Osnovni dijelovi alata za hladne deformacije sabijanjem potpuno punih predmeta na prešama (ili rjeđe batovima) su matrica, u koju se postavlja sirovac, žig koji ulazi u matricu i zatvaranjem oblikuje proizvod, te izbacivač koji izbacuje proizvod iz matrice. Šupljina zatvorenog kalupa daje oblik gotovog proizvoda. Ako je sirovac premali, neće doći do potpunog ispunjenja kalupnog prostora. Obrnuto, ako je sirovac preveliki, kalupni prostor se ne može u potpunosti zatvoriti. U oba slučaja proizvod je za otpad (škart). Postupak izrade glave čavla je s jednim korakom, dok se pri izradi glave vijka hladnom deformacijom (sabijanjem) koriste četiri koraka (četiri vrste alata), kako bi se napravila šesterokutna glava.
Osim alata za hladne deformacije sabijanjem potpuno punih predmeta, koriste se složeniji alati koji na žigu mogu imati posebnu izbočinu, kojom proizvode plitka utisnuća u sabijenom proizvodu (npr, križne glave vijka, s upustom za imbus ključ, zvjezdasti utor na glavi vijka). Što je složeniji izgled predmeta, to je i zahtjevniji alat kojim se proizvodi. Kod sabijanja pretežno šupljih predmeta, alat se sastoji od žiga, protužiga, matrice i izbacivača. Kod proizvodnje zdjelastih (ili čahurastih) obradaka, alat postaje još složeniji. Matrice su složenog oblika i najčešće su višedjelne. Žig je također složen, te u koracima rada može on sam sabijati materijal, ali kod složenijih oblika (ispupčenja oblika, figura ili znakova) može sabijati neki medij koji se širi u svim pravcima, kako bi popunio kalupnu šupljinu složene matrice. Također je potrebno imati izbacivač za vađenje obratka iz matrice (kalupa).
Svi alati moraju biti izrađeni od visoko legiranih čelika, pogotovo opterećeni dijelovi alata. Alati se zatim kale, kako bi se povećala tvrdoća alata, a time i dulji vijek trajanja alata. Alatni strojevi su posebni prema postupku, ali se svrstavaju u mehaničke preše, hidrauličke preše ili ekscentar batove.

### Hladno duboko utiskivanje
Duboko utiskivanje je postupak izrade kalupnih šupljina kod prerade polimera, alata za tlačni lijev i gravura u kovačkim ukovnjima. Sastoji se od utiskivanja žiga u kocku relativno mekšeg materijala. Time se dobije negativ posebno oblikovanog alata koji se utiskuje. Na ovaj se način lagano izrađuje gravura, koja ima dobru točnost dimenzija i dobru kvalitetu površine. Postupak je novijeg datuma i zamjenjuje teški i dug postupkom strojne obrade skidanjem čestica.
Svojstvo ovog postupka obrade je vrlo visoki tlak, uz vrlo malu brzinu utiskivanja. Zato alat mora biti od vrlo kvalitetnog visokolegiranog čelika, kaljen zbog povećanja tvrdoće. Upotrebljavaju se čelici legirani kromom, volframom, vanadijem, molibdenom, niklom. Sila utiskivanja ovisi o velikom broju utjecajnih faktora: mehaničkim svojstvima materijala trna i matrice, fizikalnim svojstvima materijala trna i matrice, oblicima i dimenzijama utisnute gravure, zahtjevima za kvalitetu površine, trenju i podmazivanju, uvjetima eksploatacije. Kod žiga se moraju izbjeći oštri rubovi, nagli prijelazi, velike razlike u površini presjeka zbog kasnijeg kaljenja žiga. Oblikom se mora omogućiti lagano tečenje materijala sirovca, koje se ostvaruje blagim zaobljenjima i malim nagibom. Brzina utiskivanja žiga ovisi o plastičnom tečenju materijala, dimenzijama i obliku gravure. Kod hladnog dubokog utiskivanja se kreće u granicama od 0,1 do 10 mm/min.
Iz svih postavljenih uvjeta za hladno utiskivanje, optimalni alatni stroj je hidraulička preša, sa sporim gibanjem alata, te vrlo kratkim hodovima. Izrazito dobro vođenje alata je potrebno kako bi se zadovoljile tražene kvalitete obrade. Potrebno je dobro zaštititi radni prostor, jer
zbog velikih sila postoji mogućnost eksplozivnih lomova alata ili obratka. Nove preše imaju elektronsko ograničenje pomaka i sile, te finu regulaciju brzine rada.

### Površinsko valjanje
Površinsko valjanje je postupak koji poboljšava glatkoću površine, ujednačuje odstupanja od propisanih dimenzija, te povećava tvrdoću i čvrstoću površinskog sloja. Glatkoća površine postiže se pomoću posebnih tvrdih i glatkih valjaka, koji tlače površinu rotirajućeg obratka. Alat (valjak) ostvaruje potreban tlak i obavlja posmak, dok glavno gibanje obavlja obradak,  upet u alat preko glavnog pogonskog valjka. Površinsko valjanje očvršćuje površinu i slojeve u blizini valjane površine. Na površini se može povećati tvrdoća i do 100%. Postupak je brz i pogodan masovnoj proizvodnji. Površinska hrapavost se smanjuje s npr. 40 μm na samo nekoliko μm.
Alat za površinsko valjanje cilindričnog predmeta i postupak površinskog valjanja, može biti i s alatom upetim u tokarski stroj. Prema obliku valjanje površine, potrebno je odabrati odgovarajući oblik alata za površinsko valjanje. Alatni strojevi na kojima se može raditi površinsko valjanje su najčešće univerzalne tokarilice (s elektronskim očitavanjem koordinata) ili računalno upravljane CNC tokarilice. Također postoje i specijalni alatni strojevi namijenjeni isključivo površinskom valjanju. Posebna grupa alata za valjanje površine, na kojoj se umjesto zaglađivanja i povećanja tvrdoće, su alati koji ostavljanju specifične gravure.

### Rovašenje
Rovašenje je postupak hladnog oblikovanja deformacijom najčešće rotacionih obradaka, kojim se utiskuje gravura u površinu obratka. Npr. kod obradaka kao što su ručni alati,  rovašena površina služi za nemogućnost klizanja prstiju po metalnoj površini ili zbog estetskih zahtjeva. Alat može biti s jednim kotačićem ili s dva. Vrsta gravure je jednosmjerna ravna (kosa) ili križna za primjenu na metalnim predmetima kojima se ručno rukuje. Osim upotrebe rovašenja protiv klizanja metala u ruci, kanali koji se dobiju graviranjem koriste
se i kod vijaka za drvo ili za mekane materijale, kako ne bi mogli proklizavati. Utori i izbočine se utisnu u obradak i time sprječavaju rotaciju vijaka postavljenih na nepristupačnim mjestima. Rovašenje može imati i dekorativnu svrhu, te se kod toga koriste specijalni alati (specijalne gravure na alatu).

### Utiskivanje navoja i ozubljivanje
Utiskivanje navoja i ozubljivanje je moguće samo na materijalima koji se lako daju plastično oblikovati. Profil navoja postiže se utiskivanjem alata koji ima odgovarajuće kalibrirani navoj u prethodno obrađen sirovac. Postupak je brži i ekonomičniji od klasičnog načina urezivanja navoja strojnom obradom odvajanjem čestica. Postupak se koristi kod narezivanja navoja u čelik, lake i obojene metale kao aluminij i njegove legure, bakar i legure. Svojstvo je izrazito velika točnost površine profila, glatkoća, povećana tvrdoća i čvrstoća. Postoje dvije vrste alata za utiskivanje navoja:
- Utiskivanje navoja valjanjem pomoću profilnih valjaka. Profilni valjci se postave na glavu za utiskivanje navoja. Prema vrsti koraka navoja, određuje se broj okretaja i sirovac ulazi među valjke. Uvlačenjem sirovca utiskuje se navoj i obradak prolazi kroz valjke. Smjer rotacije valjaka se može mijenjati, kako bi se mogli valjati navoji na pripremcima, s glavom koja ne može proći kroz alat. Pripremak se uvlači do zadane dubine, promjeni se smjer rotacije valjaka i obradak se i počinje vraćati dok ne iziđe iz zahvata s alatom.
- Utiskivanje navoja pomoću ravnih profilnih čeljusti. Sirovac se umeće između dvije čeljusti, od kojih je jedna fiksna, dok se druga pravocrtno giba i oscilira. U čeljustima je gravura potrebnog koraka navoja. Nepomična čeljust ima tri zone rada: ulazni dio, radni (kalibrirajući) dio i izlazni dio, Ulazni dio postavi sirovac u pravilan položaj i postepeno ga dovodi u puni zahvat. Radni dio utiskuje puni profil navoja. Izlazni dio postepno izvodi obradak i zahvata.

Alatni strojevi kojima se provodi utiskivanje navoja su kombinacija mehaničkih i hidrauličkih pogona na stroju. Silu potrebnu za utiskivanje navoja u sirovac osigurava hidraulički dio alatnog stroja, dok je rotacija valjaka ili translacija čeljusti izvedena mehanički. Moderni alatni stroj postoje za klasično valjanje navoja i zupčanika, inkrementno valjanje, sinkrono valjanje, roll dorada, te hladno oblikovanje cijevi.

### Pečatiranje
Pečatiranje je postupak koji se koristi u proizvodnji metalnog novca, ordenja, medalja, znački. Pečat s ugraviranim oznakama se utiskuje u prethodno pripremljenu rondelu ili platinu. Kod prvih načina izrade novca ručnim kovanjem, alat se sastojao od lica i naličja, s gravurom, koji su se postavili u nakovanj i u bat. Između se stavljala pločica od mekšeg materijala, te se udarcima čekića oblikovao novčić. Ovakvim postupkom se moglo izraditi do sto kovanica na sat. Alati koju se koriste pri pečatiranju se izrađuju od visokolegiranih čelika, koji moraju biti otporni na udarce, te izdržati veliki broj otkivaka. Alatni strojevi koji su se koristili u proizvodnji pečatiranjem ordena, kovanica ili medalja se kreću u velikom rasponu: polužni batovi, mehaničke navojne preše, ekscentar preše, hidrauličke preše.